# روساریویل (مریلند)
روساریویل (به انگلیسی: Rosaryville) شهری در ایالت مریلند کشور ایالات متحده آمریکا است که جمعیت آن در سرشماری سال ۲۰۱۰ میلادی، ۱۰٬۶۹۷ نفر بوده‌است.